# Langfjordjøkelen
Langfjordjøkelen (en sami septentrional: Bartnatvuonjiehkki) es un glaciar localizado en el límite entre las provincias de Finnmark y Troms en Noruega, siendo uno de los glaciares continentales más septentrionales de Noruega. Este se ubica en los municipios de Loppa y Kvænangen. El punto más alto alcanza los 1050 m sobre el nivel del mar.
En el lapso de tiempo comprendido entre 1976 y 2012, la boca del Langfjordjokelen retrocedió 1400 m. Esto ha llevado a diversos científicos a estudiar el glaciar, que es el que ha tenido mayor retroceso de Europa.